# Cyclechinus raucus
Cyclechinus raucus är en skalbaggsart som beskrevs av Heinrich Bickhardt 1917. Cyclechinus raucus ingår i släktet Cyclechinus och familjen stumpbaggar. Inga underarter finns listade i Catalogue of Life.